# Брюсовская гимназия
Брю́совская гимназия (до 1996 г. — средняя школа № 192) — гимназия в Калининском районе Санкт-Петербурга.
Гимназия с углублённым изучением английского (основной, с 1 класса) и немецкого или французского (второй, по выбору учащихся, с 5 класса) языков. Поддерживает связи со школами США и Великобритании (включая гостевой обмен учащимися). Специализация: гуманитарные и естественно-научные классы.
Гимназия ведёт свою историю от основанного в 1848 году реального училища, располагавшегося на Моховой улице. В 1917 году училище было преобразовано в среднюю женскую школу. 
В 1967 году было построено новое здание школы, в историческом квартале Пискарёвка. С того же года учебное заведение размещается по нынешнему адресу. В 1996 году школе был присвоен статус гимназии, а в 2003 году — название «Брюсовская гимназия», в честь Якова Брюса одного из сподвижников императора Петра Великого.
Гимназия три года подряд становилась лауреатом Всероссийского конкурса «Школа года». В составе педагогического коллектива гимназии 3 заслуженных учителя Российской Федерации, 8 почётных работников общего образования Российской Федерации, 2 кандидата педагогических наук.

## Выпускники школы
- Белоглазова Елена Владимировна — российский ученый, специалист в области лингвистики, доктор филологических наук, профессор.